# Аруна Коне
Аруна́ Коне́ (фр. Arouna Koné, нар. 11 листопада 1983, Аньяма, Кот-д'Івуар) — івуарійський футболіст, нападник англійського «Евертона» і національної збірної Кот-д'Івуару.
Володар Кубка Англії.

## Клубна кар'єра
Вихованець футбольної школи клубу «Ріо Спорт». Дорослу футбольну кар'єру розпочав 2000 року в основній команді того ж клубу, в якій провів два сезони, взявши участь у 30 матчах чемпіонату.
2002 року молодий нападник перебрався до Європи, де провів досить успішний сезон у бельгійському «Льєрсі». Наступного року продовжив виступи у сусідніх Нідерландах, де відіграв два сезони за «Роду».
Своєю грою за цю команду привернув увагу представників тренерського штабу одного з провідних нідерландських клубів того періоду, ПСВ, до складу якого приєднався 2005 року. Відіграв за команду з Ейндговена наступні два сезони своєї ігрової кар'єри. Більшість часу, проведеного у складі ПСВ, був основним гравцем атакувальної ланки команди. У складі ПСВ був одним з головних бомбардирів команди, маючи середню результативність на рівні 0,4 голу за гру першості.
2007 року уклав п'ятирічний контракт з іспанським клубом «Севілья», якому трансфер гравця обійшовся у суму в районі 12 мільйонів євро. Втім у цій команді Коне не зміг стати основним форвардом, програючи конкуренцію багаторічному лідеру атак севільців Фредеріку Кануте та забивному бразильцю Луїсу Фабіано. Після першого невдалого сезону у «Севільї» навіть виходи на заміну стали для Коне рідкістю і його агенти почали пошук варіантів продовження його кар'єри деінде. Спочатку було реалізовано варіант оренди до німецького «Ганновер 96», де івуарієць провів першу половину 2010 року і також особливих успіхів не досяг.
А за рік, влітку 2011, гравця орендував «Леванте», в якому відбулося відродження Коне як забивного нападника. Він допоміг команді свого нового клубу сягнути високого шостого місця в чемпіонаті сезону 2011–12, забивши у 34 матчах цього турніру 15 голів. Після закінчення сезону «Леванте» скористався правом викупу трансфера Коне, втім відразу ж погодився на перехід івуарійця до англійського «Віган Атлетік». У Вігані Коне провів загалом непоганий сезон, зокрема допомігши команді вибороти Кубок Англії.
До складу «Евертона» перейшов влітку 2013 року, уклавши трирічний контракт.

## Виступи за збірну
У березні 2004 року дебютував в офіційних матчах у складі національної збірної Кот-д'Івуару грою проти національної збірної Тунісу.
За два роки, у 2006, став разом зі збірною срібним медалістом тогорічного Кубка африканських націй, що проходив у Єгипті. Того ж року був учасником дебютного для івуарійців чемпіонату світу, який проходив у Німеччині. На світовій першості Коне взяв участь в усіх трьох іграх африканців на груповому етапі, не зумівши, втім, допомогти команді подолати цю стадію змагання.
Згодом брав участь у розірашах Кубка африканських націй 2008 року в Гані та Кубка африканських націй 2013 року у ПАР.
Наразі провів у формі головної команди країни 39 матчів, забивши 9 голів.

## Статистика виступів

### Статистика клубних виступів
Станом на 28 грудня 2014 року
| Сезон               | Команда             | Чемпіонат           | Чемпіонат | Чемпіонат | Національний кубок | Національний кубок | Національний кубок | Континентальні кубки | Континентальні кубки | Континентальні кубки | Інші змагання | Інші змагання | Інші змагання | Усього | Усього |
| Сезон               | Команда             | Ліга                | Ігор      | Голів     | Ліга               | Ігор               | Голів              | Ліга                 | Ігор                 | Голів                | Ліга          | Ігор          | Голів         | Ігор   | Голів  |
| ------------------- | ------------------- | ------------------- | --------- | --------- | ------------------ | ------------------ | ------------------ | -------------------- | -------------------- | -------------------- | ------------- | ------------- | ------------- | ------ | ------ |
| 2002–03             | «Льєрс»             | ЖЛ                  | 32        | 11        | КБ                 | 0                  | 0                  |                      |                      | -                    | -             | -             | -             | 32     | 11     |
| 2003–04             | «Рода»              | ЕД                  | 28        | 11        | КН                 | 0                  | 0                  |                      | -                    | -                    | -             | -             | -             | 28     | 11     |
| 2004–05             | «Рода»              | ЕД                  | 33        | 15        | КН                 | 0                  | 0                  |                      | -                    | -                    | -             | -             | -             | 33     | 15     |
| 2005–06             | «Рода»              | ЕД                  | 2         | 2         | КН                 | 0                  | 0                  |                      | -                    | -                    | -             | -             | -             | 2      | 2      |
| Усього за «Роду»    | Усього за «Роду»    | Усього за «Роду»    | 63        | 28        |                    |                    |                    |                      |                      |                      |               |               |               | 63     | 28     |
| 2005–06             | ПСВ                 | ЕД                  | 21        | 9         | КН                 | 1                  | 0                  | ЛЧ                   | 2                    | 0                    | СКН           | 0             | 0             | 24     | 9      |
| 2006–07             | ПСВ                 | ЕД                  | 31        | 10        | КН                 | -                  | -                  | ЛЧ                   | 9                    | 2                    | СКН           | 1             | 0             | 41     | 12     |
| 2007–08             | ПСВ                 | ЕД                  | 1         | 0         | КН                 | -                  | -                  | ЛЧ+ КУЄФА            | 0                    | 0                    | СКН           | 0             | 0             | 1      | 0      |
| Усього за ПСВ       | Усього за ПСВ       | Усього за ПСВ       | 53        | 19        |                    | 1                  | 0                  |                      | 11                   | 2                    |               | 1             | 0             | 66     | 21     |
| 2007–08             | «Севілья»           | ПД                  | 21        | 1         | КІ                 | 1                  | 0                  | ЛЧ                   | 3                    | 1                    | СІ+СУ         | -             | -             | 25     | 2      |
| 2008–09             | «Севілья»           | ПД                  | 6         | 0         | КІ                 | 0                  | 0                  | КУЄФА                | 0                    | 0                    | -             | -             | -             | 6      | 0      |
| 2009–10             | «Севілья»           | ПД                  | 12        | 0         | КІ                 | 2                  | 0                  | ЛЧ                   | 3                    | 0                    | -             | -             | -             | 17     | 0      |
| січ.-чер.2010       | «Ганновер 96»       | БЛ                  | 8         | 2         | КН                 | 0                  | 0                  | ЛЄ                   | 0                    | 0                    | -             | -             | -             | 8      | 2      |
| 2010–11             | «Севілья»           | ПД                  | 1         | 0         | КІ                 | 0                  | 0                  | ЛЧ+ЛЄ                | 0                    | 0                    | СІ            | 0             | 0             | 1      | 0      |
| Усього за «Севілью» | Усього за «Севілью» | Усього за «Севілью» | 40        | 1         |                    | 3                  | 0                  |                      | 6                    | 1                    |               |               |               | 49     | 2      |
| 2011–12             | «Леванте»           | ПД                  | 34        | 15        | КІ                 | 5                  | 2                  | -                    | -                    | -                    | -             | -             | -             | 39     | 17     |
| 2012–13             | «Віган Атлетік»     | ПЛ                  | 34        | 11        | КА+КЛ              | 4+0                | 2+0                | -                    | -                    | -                    | -             | -             | -             | 38     | 13     |
| 2013–14             | «Евертон»           | ПЛ                  | 5         | 0         | КА+КЛ              | 0+1                | 0+0                | -                    | -                    | -                    | -             | -             | -             | 6      | 0      |
| 2014–15             | «Евертон»           | ПЛ                  | 2         | 1         | КА+КЛ              | 0                  | 0                  | ЛЄ                   | 1                    | 0                    | -             | -             | -             | 3      | 1      |
| Усього за «Евертон» | Усього за «Евертон» | Усього за «Евертон» | 7         | 1         |                    | 1                  | 0                  |                      | 1                    | 0                    |               | -             | -             | 9      | 1      |
| Усього за кар'єру   | Усього за кар'єру   | Усього за кар'єру   | 271       | 88        |                    | 14                 | 4                  |                      | 18                   | 3                    |               | 1             | 0             | 304    | 95     |

## Досягнення
- Чемпіон Нідерландів (2):

ПСВ: 2005–06, 2006–07
- Володар кубка Англії (1):

«Віган Атлетік»: 2012–13
- Срібний призер Кубка африканських націй: 2006